# غونتر بيشم
غونتر بيشم (بالألمانية: Karl-Günther Bechem)‏ (تُلفظ بالألمانية: [kaʁl ˈɡʏntɐ ˈbɛçəm]) مواليد 21 ديسمبر 1921، كان سائق فورملا 1 ألماني سابق كان قد بدأ مسيرته الاحترافية عام 1952. كان أول سباق له هو سباق الجائزة الكبرى الألماني 1952.